# Slaget vid Hastings

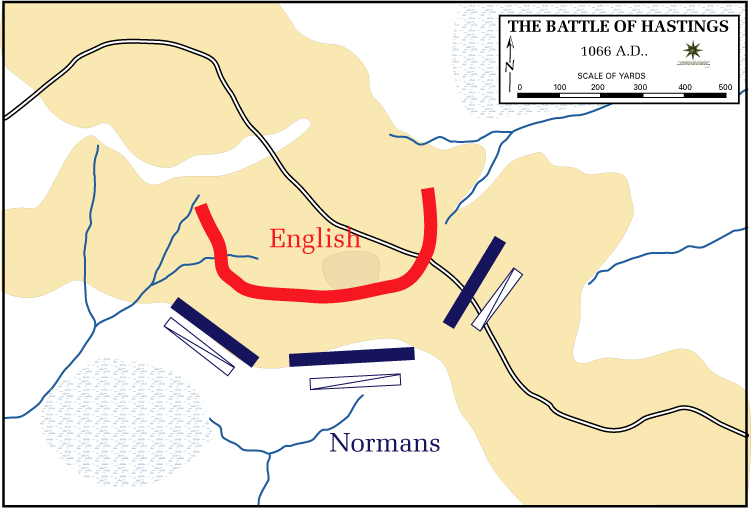
Slagordning

Slaget vid Hastings utspelades den 14 oktober 1066. Det stod i nuvarande Battle, elva kilometer nordväst om Hastings i Sussex i sydöstra England. Slaget resulterade i Vilhelm Erövrarens och de invaderande normandernas första seger under erövringen av England. Slaget skildras på den något decennium yngre Bayeuxtapeten.

## Slaget

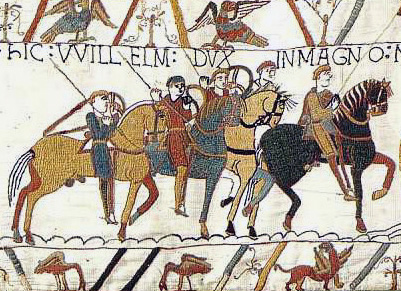
Detaljscen i Bayeuxtapeten

Slaget stod mellan de normandiska invasionsstyrkorna under hertig Vilhelm II av Normandie och de anglosaxiska försvarsstyrkorna under kung Harald Godwinson. Anglosaxarna hade tidigare besegrat  Harald Hårdråde vid Stamford Bridge, när de utmattade anlände till trakten norr om Hastings efter en cirka 400 kilometer lång och dramatisk marsch som tagit tretton dagar. Truppernas trötthet lär knappast heller ha varit mindre av att de dessförinnan gjort motsvarande marsch i motsatt riktning och därpå utkämpat ett stort slag. Kung Harald tycks ha insett vikten av snabbhet inför det nya normandiska hotet, men gjorde förmodligen avgörande taktiska missar.
De engelska trupperna bestod uteslutande av infanteri, såväl elittrupper som hastigt värvad milis. Av någon anledning fanns inga större styrkor av bågskyttar med. Den normandiska sidans trupper bestod av riddare, bågskyttar och fotfolk från Normandie, Bretagne och Flandern. 
På morgonen ställde de engelska trupperna upp sig på krönet av en lång sluttning, där de bildade en sköldborg. De normandiska trupperna samlades på de sanka markerna nedanför sluttningen. De var uppdelade i tre grupper, till vänster de bretonska styrkorna, i mitten de normandiska och till höger de flamländska.
De normandiska trupperna anföll under hela dagen uppför sluttningen i vågor. Attackerna skedde omväxlande med bågskyttar, fotfolk och riddare. Vid åtminstone två tillfällen drog sig delar av de normandiska trupperna tillbaka, varvid engelska trupper förföljde dem. Vid bägge tillfällena anfölls de förföljande engelsmännen från sidan och de retirerande normandiska trupperna vände om, varefter förföljarna tillintetgjordes.
Till kvällen drev till slut normanderna bort engelsmännen från krönet och tvingade dem till vild flykt efter att kung Harald fallit, och Vilhelm stod som segrare.